# Мокроусовский сельсовет
Мокроу́совский сельсовет — упразднённые административно-территориальная единица и административно-территориальная единица и муниципальное образование со статусом сельского поселения в составе Мокроусовского района Курганской области России. 
Административный центр — село Мокроусово.

## История
В соответствии с Законом Курганской области от 6 июля 2004 года № 419 сельсовет наделён статусом сельского поселения.
Законом Курганской области от 31 октября 2018 года N 126, в состав Мокроусовского сельсовета были включены все населённые пункты упразднённых Карпунинского и Крепостинского сельсоветов.
Законом Курганской области от 08.10.2021 № 109 сельсовет упразднён в связи с преобразованием муниципального района в Мокроусовский муниципальный округ.

## Население
| 1989  | 2002  | 2010  | 2012  | 2013  | 2014  | 2015  |
| ----- | ----- | ----- | ----- | ----- | ----- | ----- |
| 5652  | ↘5461 | ↘5269 | ↘5210 | ↗5220 | ↘5149 | ↘5075 |
| 2016  | 2017  | 2018  | 2019  | 2020  | 2021  |       |
| ↘5042 | ↘5039 | ↘5034 | ↘4995 | ↗5484 | ↘5082 |       |

## Состав сельского поселения
| № | Населённый пункт | Тип населённого пункта       | Население |
| - | ---------------- | ---------------------------- | --------- |
| 1 | Кукарская        | деревня                      | ↘81       |
| 2 | Мокроусово       | село, административный центр | ↘4464     |
| 3 | Пороги           | деревня                      | ↘191      |
| 4 | Чесноково        | деревня                      | ↘148      |
| 5 | Жиляковка        | деревня                      | ↘9        |
| 6 | Карпунино        | село                         | ↘167      |
| 7 | Кокорево         | деревня                      | ↘103      |
| 8 | Крепость         | село                         | ↘327      |